# طاهر رحيم
طاهر رحيم (بالفرنسية: Tahar Rahim)‏ (مواليد 4 يوليو 1981) هو ممثل فرنسي من أصل جزائري. ولد في بيلفور، فرنسا، في عائلة ترجع أصولها لمنطقة وهران، الجزائر.
أول دور رئيسي له كان في فيلم «النبيّ» للمخرج «جاك أوديار» في عام 2009. لقي أداؤه كممثل قبولا حسنا من طرف الصّحافة خلال عرض الفيلم في مهرجان كان السنيمائي.لعب فيه طاهر رحيم دور «مالك الجبنة», شاب ذو 19 سنة فاقد للمعالم ينتهي به المطاف لدخول السّجن لمدّة ستّة سنوات.هذا الدور أكسبه جائزة أفضل ممثّل أروبي في عام 2009.
فاز بجائزتي سيزار لأفضل ممثل واعد وأفضل ممثل في النسخة 35 للمهرجان في 27 فبراير 2010.
تزوّج في 2010 مع الممثلّة ليلى بختي التي هي أيضا من أصل جزائري.

## روابط خارجية
- طاهر رحيم على موقع IMDb (الإنجليزية)
- طاهر رحيم على موقع روتن توميتوز (الإنجليزية)
- طاهر رحيم على موقع قاعدة بيانات الأفلام العربية
- طاهر رحيم على موقع ألو سيني (الفرنسية)
- طاهر رحيم على موقع تيرنر كلاسيك موفيز (الإنجليزية)
- طاهر رحيم على موقع أول موفي (الإنجليزية)
- طاهر رحيم على موقع قاعدة بيانات الأفلام السويدية (السويدية)
- طاهر رحيم على موقع قاعدة بيانات الفيلم (الإنجليزية)
- طاهر رحيم على موقع كينوبويسك (الروسية)